# سهى بشارة
سهى فواز بشارة (مواليد 15 يونيو 1967)، فتاة لبنانية قامت في عمر العشرين بِمُحاولة اغتيال العميد أنطوان لحد قائد ما كان يسمى بجيش لبنان الجنوبي الموالي لإسرائيل، نجى لحد من مُحاولة الاغتيال وتم اعتقال سهى بشارة بسرعة وحبسها في معتقل الخيام الشهير. تم إطلاق سراح سهى في الثالث من سبتمبر عام 1998م بعد انطلاق حملات لبنانية وأوروبية وإسرائيلية مكثفة لصالحها.
في عام 2003م أطلقت سهى كتاب سيرة ذاتية شخصية لها أسمته «مُقاومة» يحكي عن حياتها في لبنان قبل وبعد الاعتقال. في عام 2011م سهى قامت بنشر كتاب آخر لها حمل عنوان «أحلم بِزنزانة من كرز» وهو كتاب سيرة ذاتية أيضاً كتبته مُشاركةً مع الصحفية اللبنانية كوزيت إلياس إبراهيم التي كانت أيضاً مُعتقلة في معتقل الخيام. كوزيت تم إطلاق سراحها في 22/5/2000م بعد انسحاب إسرائيل من الجنوب اللبناني وتخلي قوات جيش لبنان الجنوبي عن معتقل الخيام. جزء من قصة سهى تم استخدامها عام 2010م في فلم كندي يُدعى «الحرائق».

## بداية حياتها وعائلتها
وُلِدت سهى في بلدة دير ميماس، تربت في عائلة شرقية أرثوذكسية، والدها: فواز بشارة، كان عضو في الحزب الشيوعي اللبناني الذي انضمت إليه سهى لاحقاً بالسر في عام 1982م وهي ذات السنة التي اقتحمت فيها إسرائيل الأراضي اللبنانية. كانت سهى ناشطة في داخل هيئات الحزب الشيوعي خصوصاً جبهة المقاومة الوطنية اللبنانية واتحاد الشباب الديموقراطي اللبناني.
علاوة على نشاط والد سهى النضالي، ترعرعت سهى في جو نضالي فمن أبناء عمومتها رجاء بشارة التي كانت مقاتلة في الكتيبة الطلابية، وخالد بشارة، ونقولا عبود ولولا عبود.

## محاولة الاغتيال
تركت سهى بشارة الجامعة في عام 1986م وانضمت إلى جبهة المقاومة الوطنية اللبنانية (جمول) في لبنان، كانت مهمة اغتيال الجنرال لحد موكلة إليها، عندما أهدى جورج حاوي مسدسه الصغير إلى سهى بشارة حتى تنفّذ عملية اغتيال اللواء لحد، كان جورج حاوي لا يزال أميناً عاماً للحزب الشيوعي. تمكّنت سهى بنت دير ميماس في الشريط الحدودي من بناء علاقة عائلية ووظيفية مع عائلة لحد، ودخلت إلى منزله كمدرّبة «أيروبكس» لزوجته، وكانت بعمر 20 عاماً، ونتيجة هذه العلاقة كلّفها جورج حاوي بمهمّة اغتيال لحد، وبالتدريج توطدت علاقتها مع أفراد العائلة وباتت تزورهم باستمرار، في مساء يوم العملية 17 نوفمبر 1988م دعت زوجة لحد سهى بشارة لتناول الشاي معها، وافقت بشارة على الدعوة ومكثت حتى وصول لحد، وبينما كانت تلملم حاجياتها للمغادرة، أطلقت بشارة طلقتين على لحد بمسدس عيار 5.45 ملم، وأصابت صدره وذراعه، ثم رمت بشارة المسدس بعيداً قبل أن يقبض عليها حرسه الشخصي. لحد تم نقله إلى المستشفى وقضى ثمانية أسابيع فيه يُعاني من مشاكل صحية خطيرة من ضمنها أن ذراعه اليسرى أصبحت مشلولة، أما سهى فقد تم اعتقالها مُباشرة من قِبل حراس الأمن الشخصي للحد في منزله. قبل أن تُنقَل لاحقاً إلى معتقل الخيام.

## روابط خارجية
- Signature of "I dream of a cell of cherries"
- A Review of Resistance: My Life for Lebanon
- Soha Bechara, Resistance
- An ongoing discussion on the Lebanon-Israel conflict